# 질리안 케스너

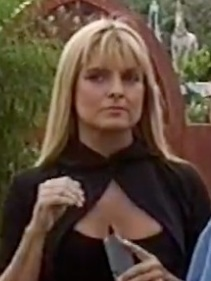

질리안 케스너(Jillian Kesner, 1949년 8월 9일 ~ 2007년 12월 5일)는 미국의 배우, 텔레비전 배우, 영화배우이다.
포츠머스에서 태어났으며 어바인에서 사망하였다. 사인은 감염병이다.

## 영화
- 에스코트 2 (1998년)
- 에스코트 (1997년)
- 인페르노 (1997년)
- 마인드 스톰 (1996년)
- 백색 살인 (1991년)
- 헐리웃 강시 (1988년)